# Sportcentrum Lužánky
Sportcentrum Lužánky je sportovní centrum v Brně ve čtvrti Ponava v městské části Brno-Královo Pole, v oblasti sportovních areálů za Lužánkami, v ulic Střední. Centrum bylo vybudováno v roce 2006. Jeho součástí je hokejová hala, již ke svým domácím zápasům využívá hokejový klub HC Technika Brno a univerzitní hokejový tým Masarykovy univerzity HC MUNI, a sportovní hala SportPoint, která je domovem florbalového klubu Bulldogs Brno.

## Hokejová hala

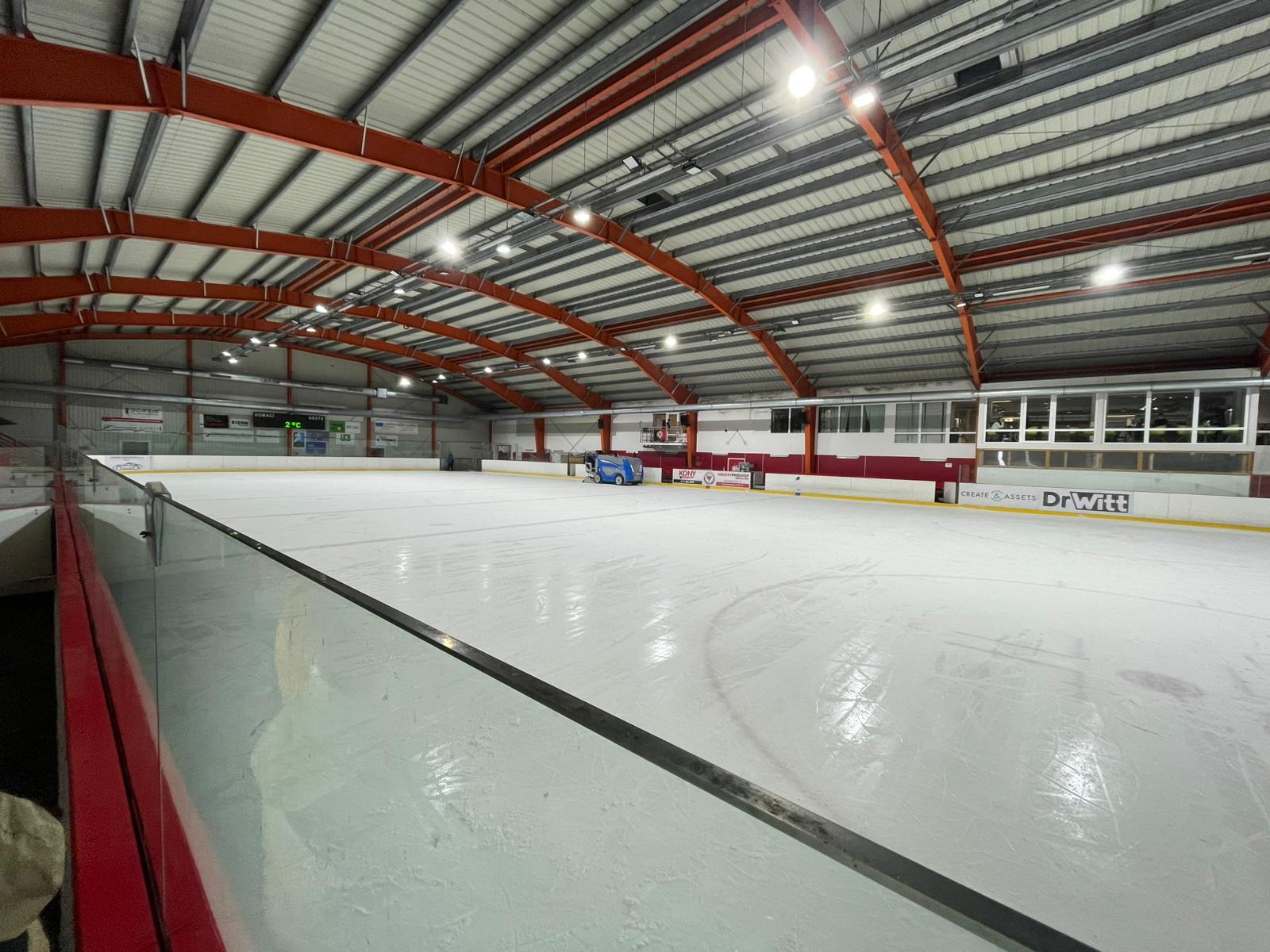
Evropská ledová plocha

Velká hokejová hala se dvěma ledovými plochami byla vybudována jako první objekt sportovního centra. Jako Hokejová hala dětí a mládeže byla otevřena v roce 2006. Roku 2012 byla realizována administrativní budova centra.

## Sportovní hala
Sportovní hala SportPoint, která navazuje na hokejovou halu, byla otevřena v roce 2013. Hala je vybavená tribunou, jenž má kapacitu 230 diváků (z toho 200 k sezení), pěti šatnami, bufetem a mantinely na florbal. Hala splňuje parametry Českého florbalu kategorie II.
Hala je především využívaná pro sporty jako florbal, futsal nebo házenou. Hřiště má povrch taraflex.